# Lista de anfitirões do Nickelodeon Kids' Choice Awards
Estão aqui listados todos os anfitriões do Nickelodeon Kids' Choice Awards
| 1986 | The Big Ballot                                            |      |            |
| 1987 | Não teve premiação                                        |      |            |
| 1988 | Tony Danza, Debbie Gibson, Brian Robbins e Dan Schneider  |      |            |
| 1989 | Nicole Eggert, Wil Wheaton                                |      |            |
| 1990 | Dave Coulier, Candace Cameron e David Faustino            |      |            |
| 1991 | Corin Nemec                                               |      |            |
| 1992 | Paula Abdul                                               |      |            |
| 1993 | Brian Austin Green, Holly Robinson e Tori Spelling        |      |            |
| 1994 | Candace Cameron, Joey Lawrence e Marc Weiner              |      |            |
| 1995 | Whitney Houston                                           |      |            |
| 1996 | Whitney Houston e Rosie O' Donnell                        |      |            |
| 1997 | Rosie O' Donnell                                          |      |            |
| 1998 | Rosie O' Donnell                                          |      |            |
| 1999 | Rosie O' Donnell                                          |      |            |
| 2000 | Rosie O' Donnell, David Arquette, LL Cool J e Mandy Moore |      |            |
| 2001 | Rosie O' Donnell                                          |      |            |
| 2002 | Rosie O' Donnell                                          |      |            |
| 2003 | Rosie O' Donnell                                          |      |            |
| 2004 | Cameron Diaz e Mike Myers                                 |      |            |
| 2005 | Ben Stiller                                               |      |            |
| 2006 | Jack Black                                                |      |            |
| 2007 | Justin Timberlake                                         |      |            |
| 2008 | Jack Black                                                |      |            |
| 2009 | Dwayne Johnson                                            |      |            |
| 2010 | Kevin James                                               |      |            |
| 2011 | Jack Black                                                |      |            |
| 2012 | Will Smith                                                |      |            |
| 2013 | Josh Duhamel                                              |      |            |
| 2014 | Mark Wahlberg                                             | 2015 | Nick Jonas |

2016 [Blake Shelton]
2017[John Cena]
2018 [John Cena]
2019 [Dj Khaled]
2020 [ Victória Justice]